# Pornografia inspiracional

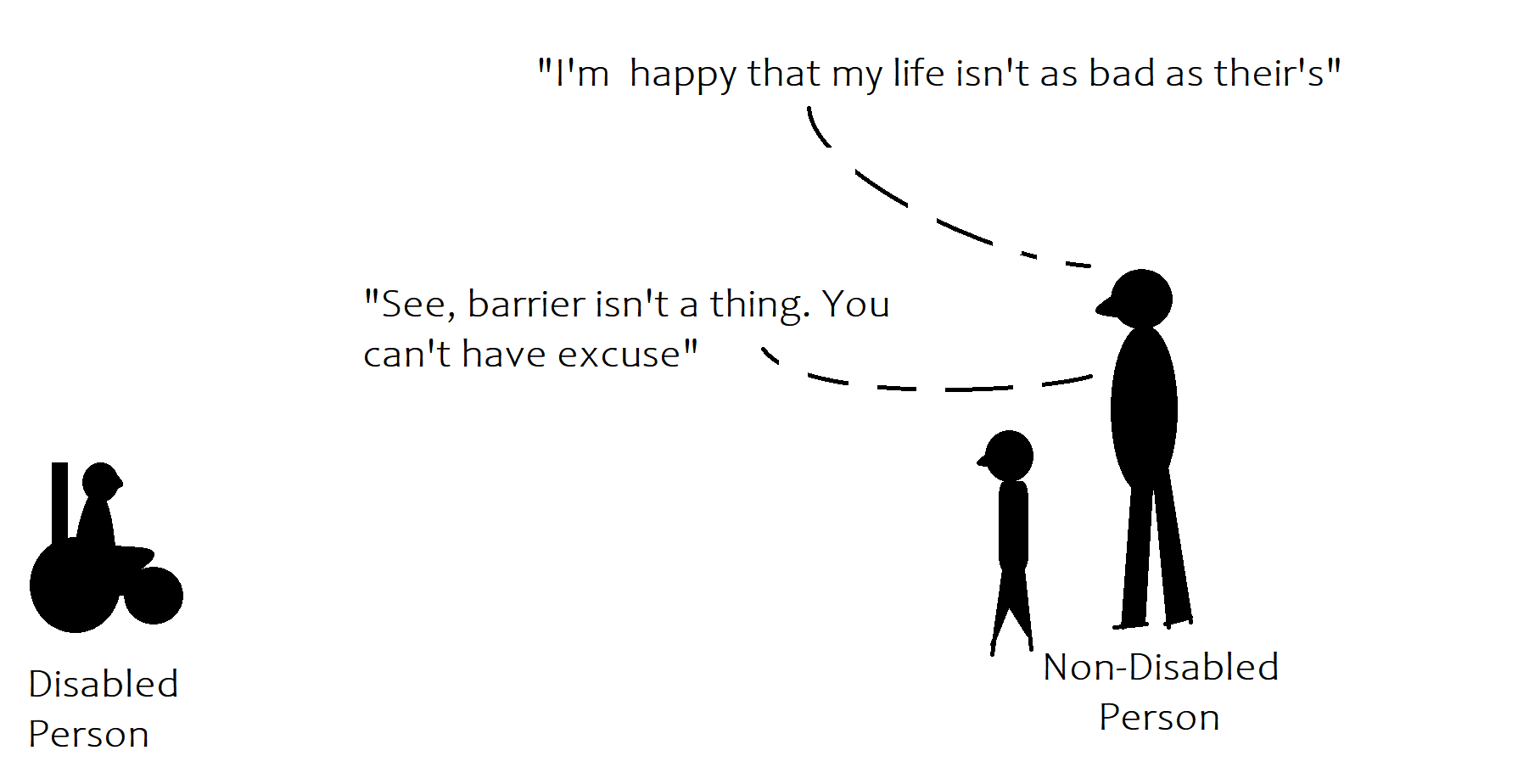
Pornografias inspiracionais são histórias ou fotos em que a deficiência é usada para fazer as pessoas sem deficiência se sentirem bem consigo mesmas

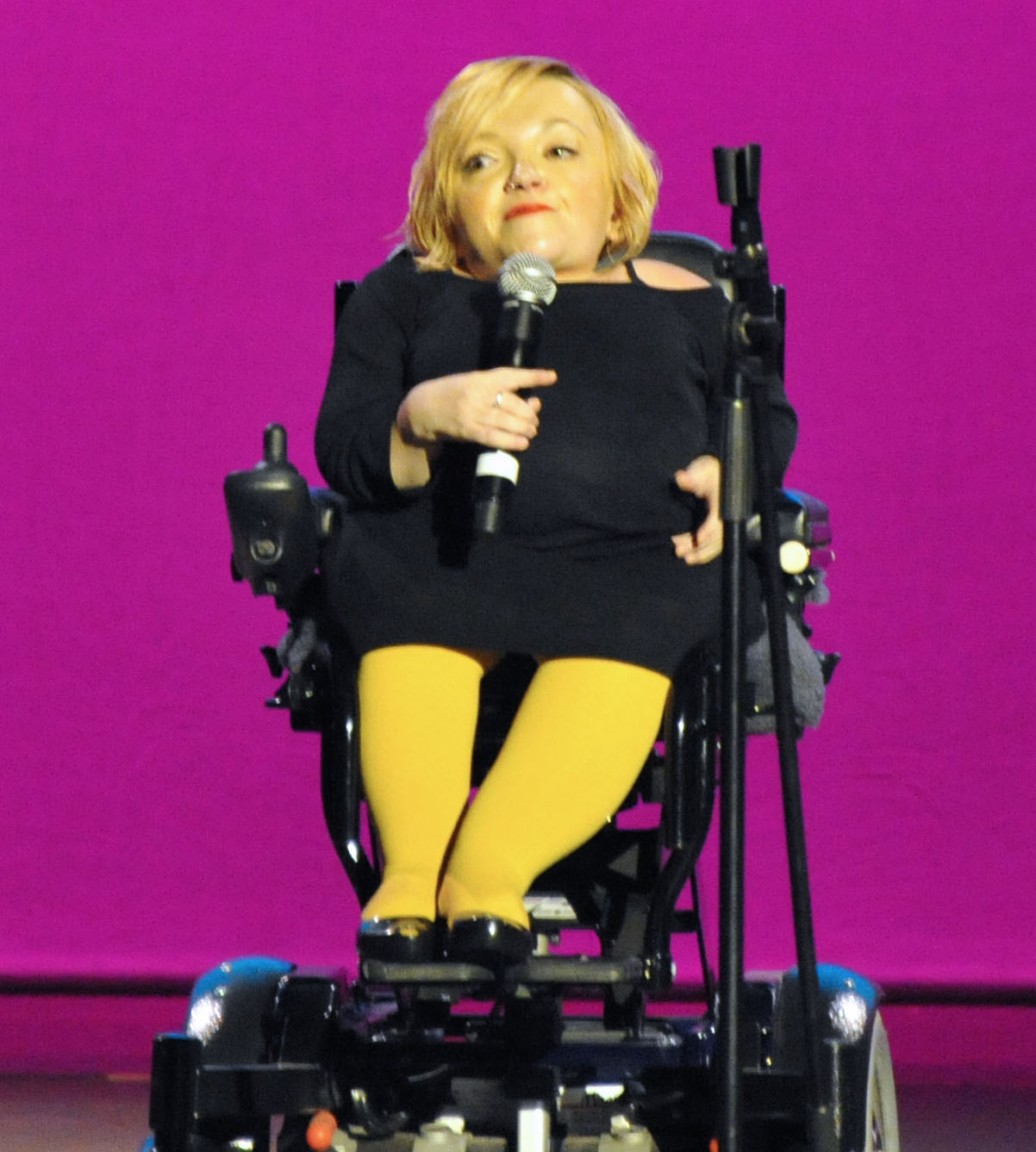
Stella Young destacou a ideia também conhecida como "eu não sou sua inspiração."

A pornografia inspiracional é o retrato de pessoas com deficiência como inspiradoras por conta de sua deficiência. A pornografia inspiracional inclui imagens, vídeos e memes de pessoas com deficiência usadas para motivar pessoas fisicamente aptas, sugerindo que se uma pessoa com deficiência pode realizar algo, então certamente uma pessoa sem deficiência pode.
O termo foi cunhado em 2012 pela ativista dos direitos dos deficientes Stella Young em um editorial no webzine da Australian Broadcasting Corporation Ramp Up (não mais publicada) e explorado em seu TEDx Talk. Sobre suas decisão de denominar o conceito "pornografia inspiracional" (em ingles, Inspiration Porn), Young declarou: "Eu uso o termo pornografia deliberadamente por causa da objetificação de um grupo de pessoas em benefício de outro grupo de pessoas". Ela rejeitou a ideia de que as atividades comuns das pessoas com deficiência deveriam ser consideradas extraordinárias apenas por causa da deficiência.
Exemplos de pornografia inspiracional geralmente envolvem uma foto de uma criança com deficiência participando de uma atividade comum, com legendas como "sua desculpa não vale" ou "antes de desistir, tente".

## Opinião
Desde a sua concepção, a pornografia inspiracional tornou-se um tema de interesse para ativistas, pesquisadores e acadêmicos. No centro da discussão está como isso coloca as pessoas com deficiência na categoria de "outros", colocando a deficiência como um fardo (em vez de se concentrar nos obstáculos sociais), e que reduzir as pessoas com deficiência a inspirações as desumaniza, e os torna exemplos excepcionalistas. A própria pornografia inspiracional reforça os estereótipos que a sociedade dá aos indivíduos com deficiência: de que eles são incapazes e menos competentes do que quem não têm deficiência. Depois de assistir a um anúncio de 2016 intitulado We're the Superhumans das paralimpíadas de verão no Rio de Janeiro, que mostrava uma variedade de pessoas com deficiência realizando tarefas com uma mensagem de "Sim, eu posso", um grupo de espectadores com deficiência sentiu que a propaganda explorava as pessoas com deficiência para o prazer e conforto dos não deficientes.
Em 2014, a atriz com deficiência Amelia Cavallo citou imagens de pornografia inspiracional como sendo "a visualização de pessoas com deficiência superando o que parecem ser corpos quebrados e abaixo do padrão, maquiagens sensoriais e cognitivas" para fazer "o público não deficiente se sentir bem com seus corpos intactos”. Formas de pornografia inspiracional ostracizam os indivíduos e reduzem sua identidade a ser apenas sua deficiência. O foco em uma única narrativa, de que as pessoas com deficiência são sempre inspiradoras, contribui para a falta de compreensão precisa das identidades da deficiência e para uma expectativa generalizada e irreal de heroísmo para as pessoas com deficiência viverem.

## Na cultura popular
O programa de TV de 2016 Speechless explorou o conceito em um episódio em que explica a pornografia inspiracional como "retrato de pessoas com deficiência como santos unidimensionais que só existem para aquecer os corações e abrir as mentes das pessoas fisicamente aptas".
O programa de televisão Loudermilk, Temporada 3, Episódio 7 "Wind Beneath My Wings" explora a questão como um personagem regular "Roger", interpretado por Mat Fraser, que tem focomelia induzida pela talidomida, luta para receber um prêmio que ele parece receber por simplesmente existindo (e talvez por tocar bateria) com sua deficiência.
No filme Wonder, de 2017, o personagem principal Auggie, uma criança com deficiência, é transferido para a escola pública. O filme é centrado no ato de Auggie "como uma campanha anti-bullying de uma pessoa só - ensinando seus colegas, familiares e espectadores sobre aceitação" ao longo de sua experiência educacional. Os temas do filme, combinados com o fato do ator infantil não ser deficiente, levaram muitos a argumentar que filmes como Wonder moldam a deficiência como sendo valiosos apenas quando atendem às necessidades e condições emocionais de outras comunidades.
Embora o termo tenha sido cunhado recentemente, a pornografia inspiracional na cultura popular remonta a séculos. Segundo a autora Nicole Markotić, A Christmas Carol (1843) de Charles Dickens usa o personagem Tiny Tim para ilustrar como "a deficiência - por si só - transforma aqueles que são comuns em pessoas nobres e dignas".
Hilary Hughes, da Entertainment Weekly, criticou o álbum para o filme Music de  2021, escrevendo que o tema lírico da "linguagem motivacional" voa "perigosamente perto da pornografia inspiracional".

### Acadêmico
- Ben Whitburn (2015). «Attending to the Potholes of Disability Scholarship». In:  Tim Corcoran; Julie White; Ben Whitburn. Disability Studies. [S.l.]: Sense Publishers. pp. 215–224. ISBN 9789463001991
- Katie Ellis Gerard Goggin (1 de fevereiro de 2015). «Disability Media Participation: Opportunities, Obstacles and Politics». Media International Australia. 154 (1): 78–88. doi:10.1177/1329878X1515400111
- Rakowitz, Rebecca (1 de dezembro de 2016). «Inspiration porn: A look at the objectification of the disabled community». University of Alabama. Consultado em 22 de dezembro de 2016. Arquivado do original em 5 de março de 2018

### Mídia tradicional
- Perry, David M. (2 de junho de 2015). «Inspiration Porn Further Disables the Disabled». America.aljazeera.com. Consultado em 18 de abril de 2017
- «Is it OK to call disabled people 'inspirational'? - BBC News». Bbc.com. 16 de fevereiro de 2015. Consultado em 18 de abril de 2017
- Jordan, Scott (13 de agosto de 2014). «Miracle memes and inspiration porn: Internet viral images demean disabled people». Slate.com. Consultado em 18 de abril de 2017
- «BBC World Service - BBC Trending, Disability as Inspiration: Positive or Patronising?». Bbc.co.uk. 8 de fevereiro de 2015. Consultado em 18 de abril de 2017
- Perry, David M. (15 de outubro de 2014). «Down syndrome isn't just cute». America.aljazeera.com. Consultado em 18 de abril de 2017
- Elizabeth Heideman. «Gabby Giffords and the Problem with 'Inspiration Porn'». The Daily Beast. Consultado em 18 de abril de 2017